# Phyllachora muelleri
Phyllachora muelleri är en svampart som beskrevs av Chardón 1940. Phyllachora muelleri ingår i släktet Phyllachora och familjen Phyllachoraceae.   Inga underarter finns listade i Catalogue of Life.